# Walter Giller
Walter Giller (ur. 23 sierpnia 1927 w Recklinghausen, zm. 15 grudnia 2011 w Hamburgu) – niemiecki aktor.

## Życiorys
Urodził się w Recklinghausen jako syn Edwine (z domu Röver) i pediatry Waltera Gillera. Wychowywał się w Hamburgu. Po ukończeniu szkoły średniej, na początku 1943 został powołany jako pomocnik obrony przeciwlotniczej. Następnie rozpoczął studia medyczne, zanim postanowił zostać aktorem. Pełnił funkcję adepta i drugiego reżysera w Hamburger Kammerspiele z Idą Ehre. W 1947 dostał swoją pierwszą rolę teatralną w sztuce Thorntona Wildera O mały włos. Uczęszczał na lekcje aktorstwa w Hamburgu pod kierunkiem Eduarda Marksa. 
W 1949 zadebiutował na ekranie w komedii Krew artystów (Artistenblut). Jego pierwszą główną rolą była postać Thomasa w dramacie Primanerinnen (1951). Giller stał się znaną twarzą niemieckiego kina lat 50. Czasami zabawny, czasem nieśmiały, ale zawsze miły i nigdy poza zasięgiem, reprezentował młodego dżentelmena w licznych produkcjach. Grał Willy’ego Wormsera w komediodramacie Kapitan z Köpenick (Der Hauptmann von Köpenick, 1956) u boku Heinza Rühmanna, Billy’ego Cole w dreszczowcu Szpieg dla Niemiec (Spion für Deutschland, 1956), Maurice’a Labrousse w dramacie kryminalnym Słońce łajdaków (Le soleil des voyous, 1967) z Jeanem Gabin i Hansa I w komedii erotycznej Bajki braci Grimm o pożądliwych parach (Grimms Märchen von lüsternen Pärchen, 1969) z Evą Rueber w roli Kopciuszka. Za rolę Rudiego Kleinschmidta w komediodramacie Róże dla prokuratora (Rosen für den Staatsanwalt, 1959) otrzymał Federalną Nagrodę Filmową. Drugoplanowa rola Paulchena w melodramacie Dwa na milion (Zwei unter Millionen, 1961) z Hardym Krugerem przyniosła mu także Federalną Nagrodę Filmową. W 2006 odebrał nagrodę honorową Bambi za całokształt twórczości.
5 lutego 1956 poślubił Nadję Tiller, z którą miał dwoje dzieci: córkę Nataschę (ur. 1959) i syna Jana-Claudiusa (ur. 1964). 
Zmarł 15 grudnia 2011 w Hamburgu w wieku 84 lat, po dwuletniej walce z rakiem płuc.

## Wybrana filmografia

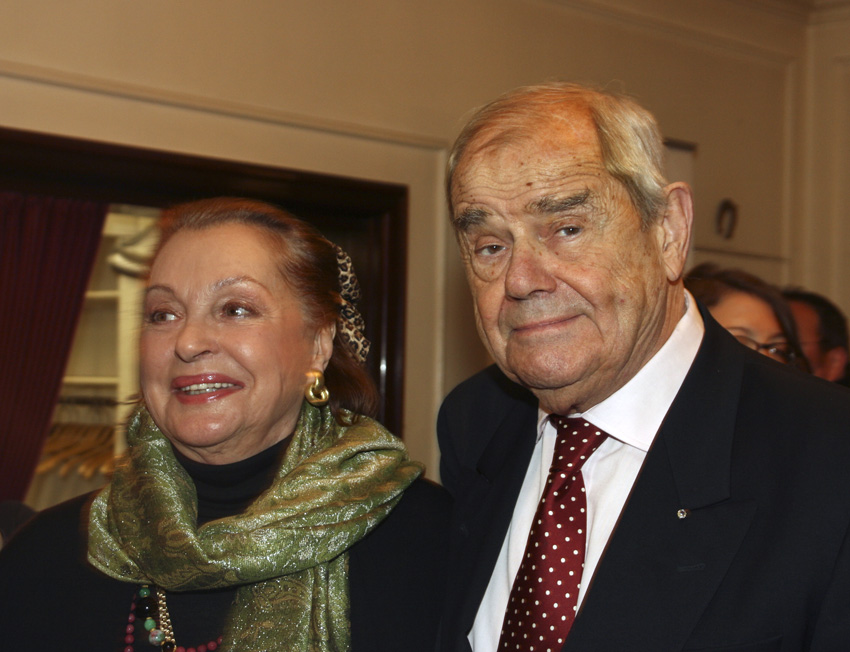
Nadja Tiller i Walter Giller

- 1951: Falschmünzer am Werk jako Conny Hauser
- 1952: Wochenend im Paradies jako Ewald Bach
- 1956: Kapitan z Köpenick jako Willy Wormser
- 1959: Róże dla prokuratora jako Rudi Kleinschmidt
- 1963: Ape Regina (L’Ape Regina) jako ojciec Mariano
- 1968: Ruba al prossimo tuo jako Franz
- 1970: Die Feuerzangenbowle jako dr Hans Pfeiffer